# Apostag
Apostag – wieś i gmina w środkowej części Węgier, w pobliżu miasta Kunszentmiklós. Gmina liczy 1956 mieszkańców (styczeń 2009) i zajmuje obszar 31,94 km².

## Położenie
Miejscowość leży na obszarze Wielkiej Niziny Węgierskiej, w komitacie Bács-Kiskun, w powiecie Kunszentmiklós.